# Hinter der Magnikirche
Hinter der Magnikirche ist eine kleine, gepflasterte Straße im Magniviertel von Braunschweig. Sie wurde früher mit Magnikirchhof bezeichnet und führt heute von der Magnikirchstraße zum Magnikirchplatz. Die Straße umfasst das Areal der Magnikirche im Norden. Ein schmaler Weg für Fußgänger führt an ihrem Ende zur Herrendorftwete.

## Geschichte
Das Magniviertel ist ein Teil des Weichbildes Altewiek und gehört zu den ältesten Siedlungsgebieten der Stadt Braunschweig. Die Weiheurkunde der Magnikirche aus dem Jahre 1031 ist auch der älteste urkundliche Nachweis des Namens „Brunesguik“ aus dem etwa 400 Jahre später „Braunschweig“ wurde. Durch die Altewiek verliefen zwei Fernhandelsstraßen, von denen die nördliche durch das Magnitor kommend und vorbei am Magnikirchhof auf dem Ackerhof mündete.
Während des Zweiten Weltkrieges wurden die Magnikirche und das gleichnamige Viertel vor allem durch Bombenangriffe vom 23. April und 15. Oktober 1944 sehr stark beschädigt. Die Kirche wurde von 1956 bis 1964 in wesentlich veränderter, vereinfachter und teilweise moderner Form wiederhergestellt. Die zu „Hinter der Magnikirche“ zugewandte Nordseite ist in Beton mit Langfenstern ausgeführt. Die moderne Buntverglasung zeigt den Zug der Israeliten durch das Rote Meer.
Die Straße „Hinter der Magnikirche“ wurde mit dem Magniviertel zu einer Traditionsinsel ausgebaut, bei der hierher versetzte Fachwerkhäuser Bombenlücken füllten. Letztes Gebäude der Nordseite ist die evangelische Kindertagesstätte St. Magni ((Karte)).

## Denkmalgeschützte Gebäude
| Lage                                                   | Bezeichnung              | Beschreibung | ID       | Bild           |
| ------------------------------------------------------ | ------------------------ | --- | -------- | -------------- |
| Ölschlägern 15a 52° 15′ 45″ N, 10° 31′ 48″ O           | St. Magni                | Die Magnikirche an der Südseite der Straße „Hinter der Magnikirche“ wurde nach den Bombenzerstörungen zwischen Chor und Türmen in moderner Gestaltung wiederaufgebaut.                                                                      | 37215796 | Weitere Bilder |
| Hinter der Magnikirche 1 52° 15′ 45″ N, 10° 31′ 46″ O  | Wohnhaus                 | Das Fachwerkhaus Ölschlägern 29 (Ecke Schlossstraße 8) wurde bis 1913 abgebaut und an seinem jetzigen Standort „Hinter der Magnikirche 1“ verändert wiedererrichtet. Am ursprünglichen Standort befindet sich heute das „Volksfreund-Haus“. | 37219662 |                |
| Hinter der Magnikirche 2 52° 15′ 45″ N, 10° 31′ 46″ O  | Wohnhaus                 | | 37219687 | BW             |
| Hinter der Magnikirche 3 52° 15′ 46″ N, 10° 31′ 47″ O  | Wohnhaus                 | | 37219712 |                |
| Hinter der Magnikirche 4 52° 15′ 46″ N, 10° 31′ 47″ O  | Pfarrhaus von St. Ulrici | An diese Stelle vom Kohlmarkt versetztes, siebenachsiges Fachwerkgebäude – erheblich verändert. Der heute in vier Teilen verwendete Inschriftenbalken lief ursprünglich über ein als Pfarrhaus erbautes Doppelhaus mit 20 Fensterachsen.    | 37219737 |                |
| Hinter der Magnikirche 5 52° 15′ 46″ N, 10° 31′ 48″ O  | Wohnhaus                 | Das vierachsige Fachwerkhaus beeindruckt durch seine krummen Balken und das schiefe Zwerchhaus. | 37219762 | Weitere Bilder |
| Hinter der Magnikirche 6 52° 15′ 46″ N, 10° 31′ 48″ O  | Wohnhaus                 | Backsteinhaus der Gründerzeit, erbaut durch die von Strombeck’sche Stiftung. | 37223385 | Weitere Bilder |
| Hinter der Magnikirche 6a 52° 15′ 47″ N, 10° 31′ 49″ O | Gemeindesaal             | Von 1984 bis 2019 „Haus Drei“ des Staatstheaters Braunschweig, 80 Sitzplätze. | 37219787 |                |
| Hinter der Magnikirche 6b 52° 15′ 46″ N, 10° 31′ 48″ O | Schule                   | | 37223410 | BW             |
| Hinter der Magnikirche 7 52° 15′ 46″ N, 10° 31′ 49″ O  | Pfarrhaus St. Magni      | Pfarrhaus der Magnikirche, siebenachsiges Fachwerkhaus mit Zwerchhaus im barocken Stil. | 37219814 |                |
| Hinter der Magnikirche 8 52° 15′ 45″ N, 10° 31′ 51″ O  | Wohnhaus                 | Ev. Kindertagesstätte St. Magni | 37218503 | BW             |